# Can Crivillers
Can Crivillers és un edifici de tipologia ciutat jardí del municipi de Vilanova del Vallès (Vallès Oriental) que forma part de l'Inventari del Patrimoni Arquitectònic de Catalunya.

## Descripció
És un edifici aïllat de tipologia ciutat jardí. Està composta de planta baixa, pis i golfes. La coberta és composta. Té planta quadrangular i un cos adossat on se situa la porta d'accés, protegida per un porxo format per dues columnes i coronat per una balustrada. Les obertures tenen una disposició simètrica. A les golfes hi ha un conjunt de tres petites finestres rectangulars, menys en el cos annexa que és una finestra d'ull de bou. Totes les obertures estan emmarcades formant un ritme. Els diferents cossos de teulada estan rematades per boles rodones decoratives.

## Història
La casa va pertànyer a la familia Crivillers fins lany 42 del s. XX que la va comprar en Luis Jara Urbano, Enginyer de Camins de l'Ajuntament de Barcelona. La seva estètica és propera al noucentisme. Té forces similituds amb la casa ajuntament de la Roca del Vallès, ja que, com aquesta, fou fruit de l'estiueig de principis del segle passat.